# Orquesta Sinfónica de Dallas

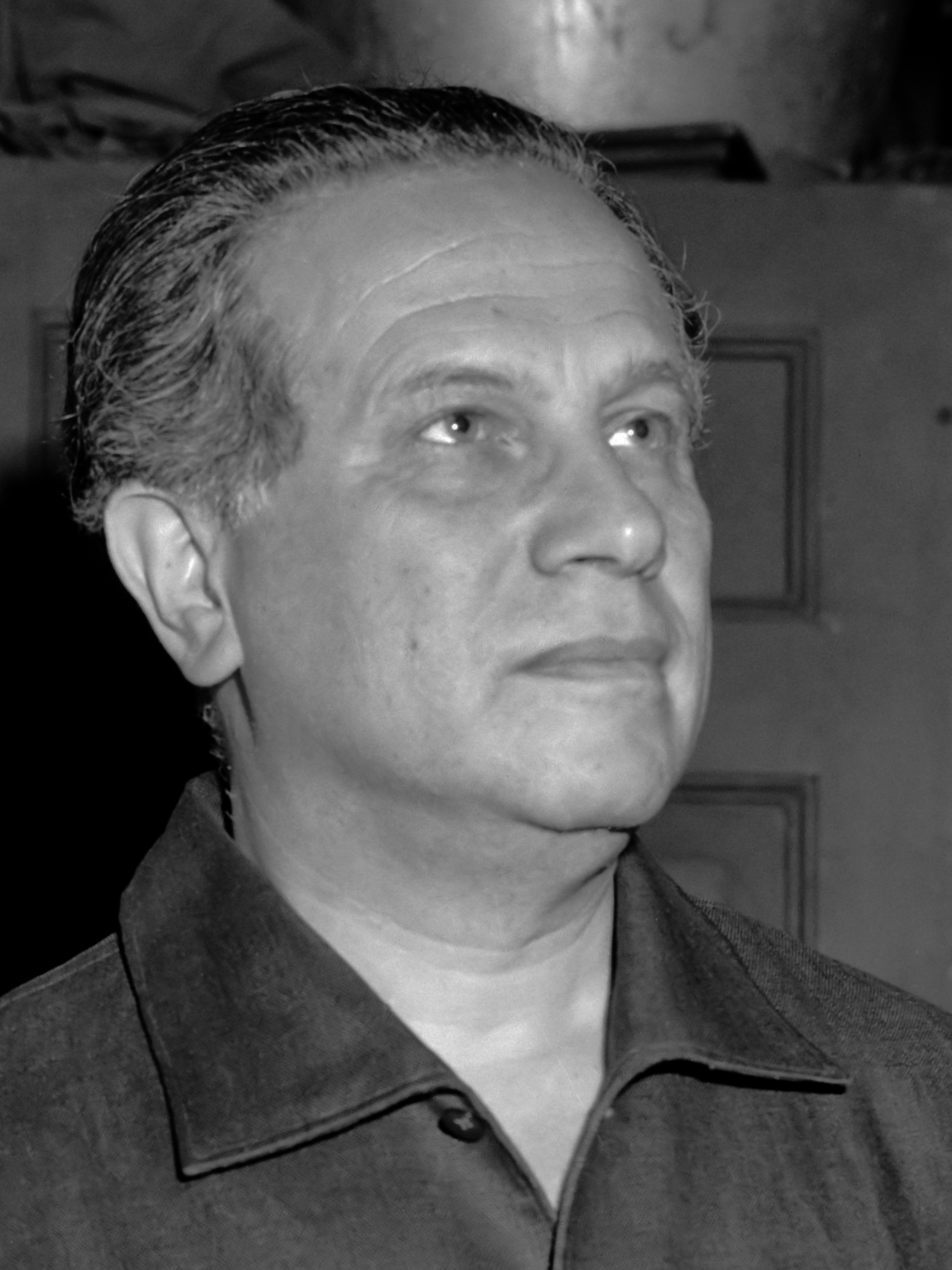
Antal Dorati (1962)

La Orquesta Sinfónica de Dallas (DSO) es una orquesta con sede en Dallas, Texas. Su principal sede es el Meyerson Symphony Center en el Distrito de las Artes del centro de Dallas.

## Historia

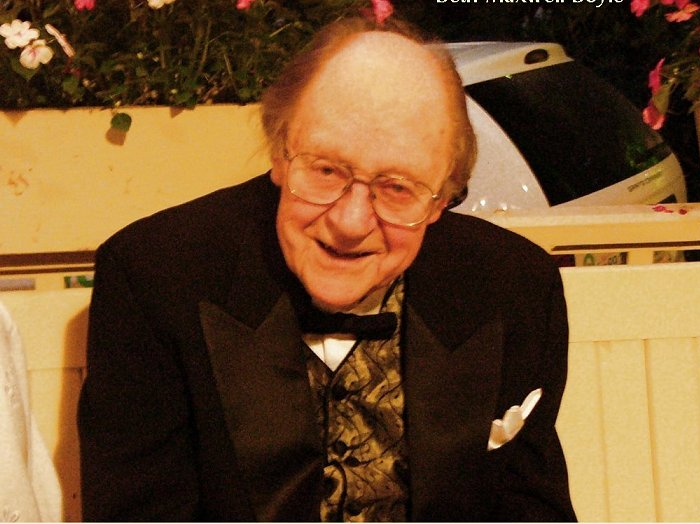
Walter Hendl

La orquesta remonta sus orígenes a un concierto de un grupo de cuarenta músicos en 1900 con el director de orquesta Hans Kreissig. Continuó actuando y creciendo en número y en nivel, por lo que en 1945 estaba en una posición idónea  para designar al prestigioso Antal Doráti como director musical. 

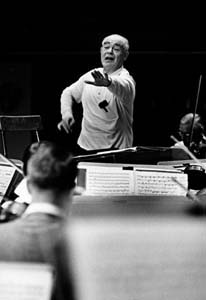
Paul Klecki (1965) por Erling Mandelmann

Bajo Doráti, la orquesta se convirtió en totalmente profesional. Varias veces durante la historia de la orquesta se han suspendido sus actuaciones, incluyendo los períodos de la Primera y la Segunda Guerra Mundial de 1914 a 1918 y de 1942 a 1945, y más recientemente en 1974 debido a la disciplina presupuestaria. Los directores musicales han incluido a Georg Solti y Eduardo Mata. Andrew Litton fue director musical de 1992 a 2006. En 2007, Jaap van Zweden fue nombrado director musical, para comenzar a tiempo completo en la temporada 2008-2009, con un contrato inicial de 4 años. En octubre de 2009, la orquesta anunció la extensión del contrato hasta la temporada 2015-2016. En noviembre de 2013, la orquesta anunció una nueva extensión del contrato de van Zweden hasta 2019. En enero de 2016, la orquesta anunció que había reprogramado la conclusión de van Zweden en el ejercicio de su cargo como director musical después de la temporada 2017-2018, después de lo cual él debe convertirse en el director laureado, para el periodo 2018-2021.

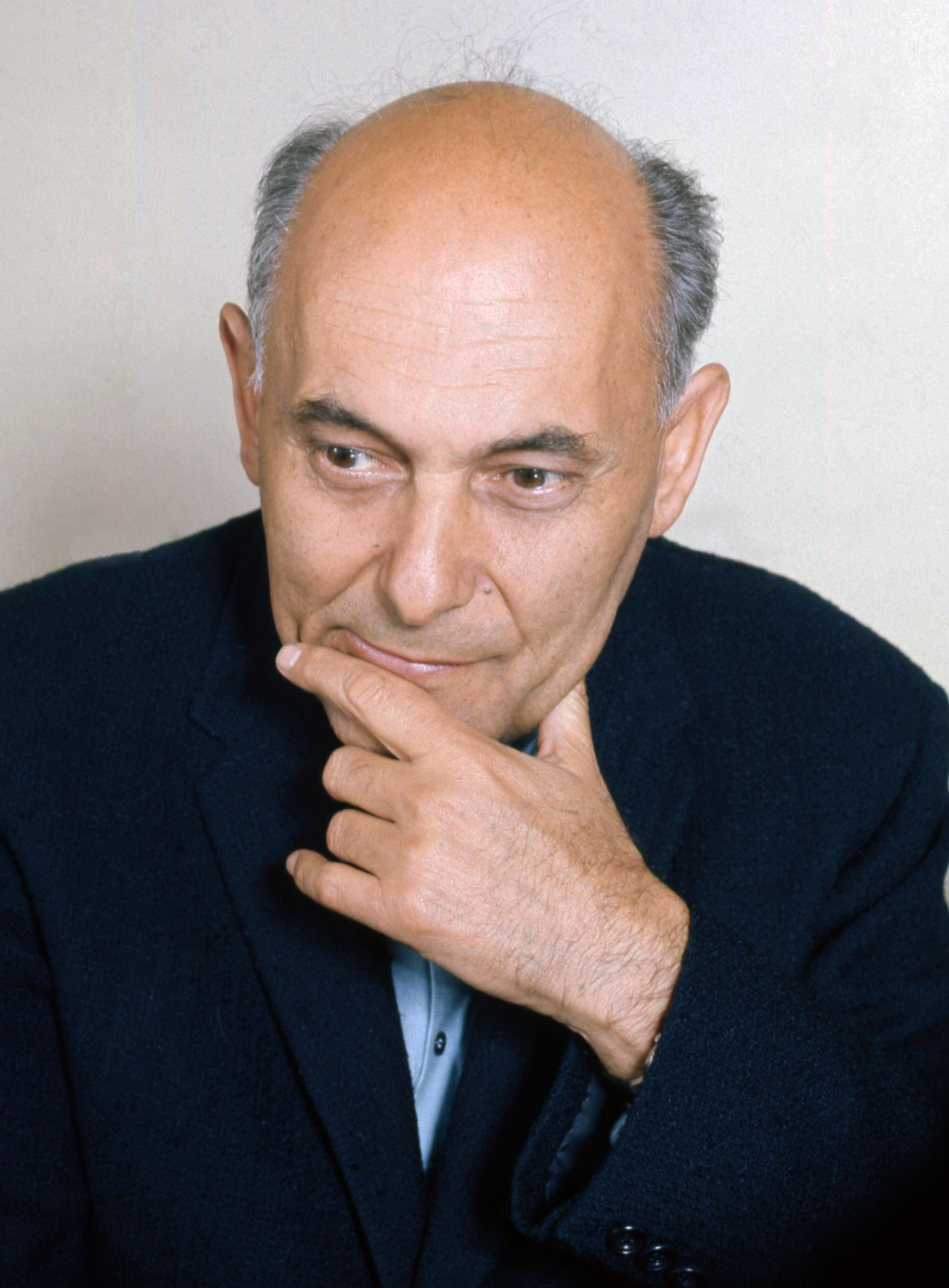
Sir George Solti por Allan Allan Warren

El 2004 las grabaciones de los cuatro conciertos para piano de Rajmáninov y la Rapsodia sobre un Tema de Paganini con Stephen Hough durante las presentaciones en vivo han sido comparadas con las grabaciones por el propio compositor. La orquesta fue galardonado con los Premios Gramophone 2005 Elección del Editor; CD de la Semana y grabación del Año 2004 por el Sunday Times y los Classical Brit Award 2005 Critics' Choice.

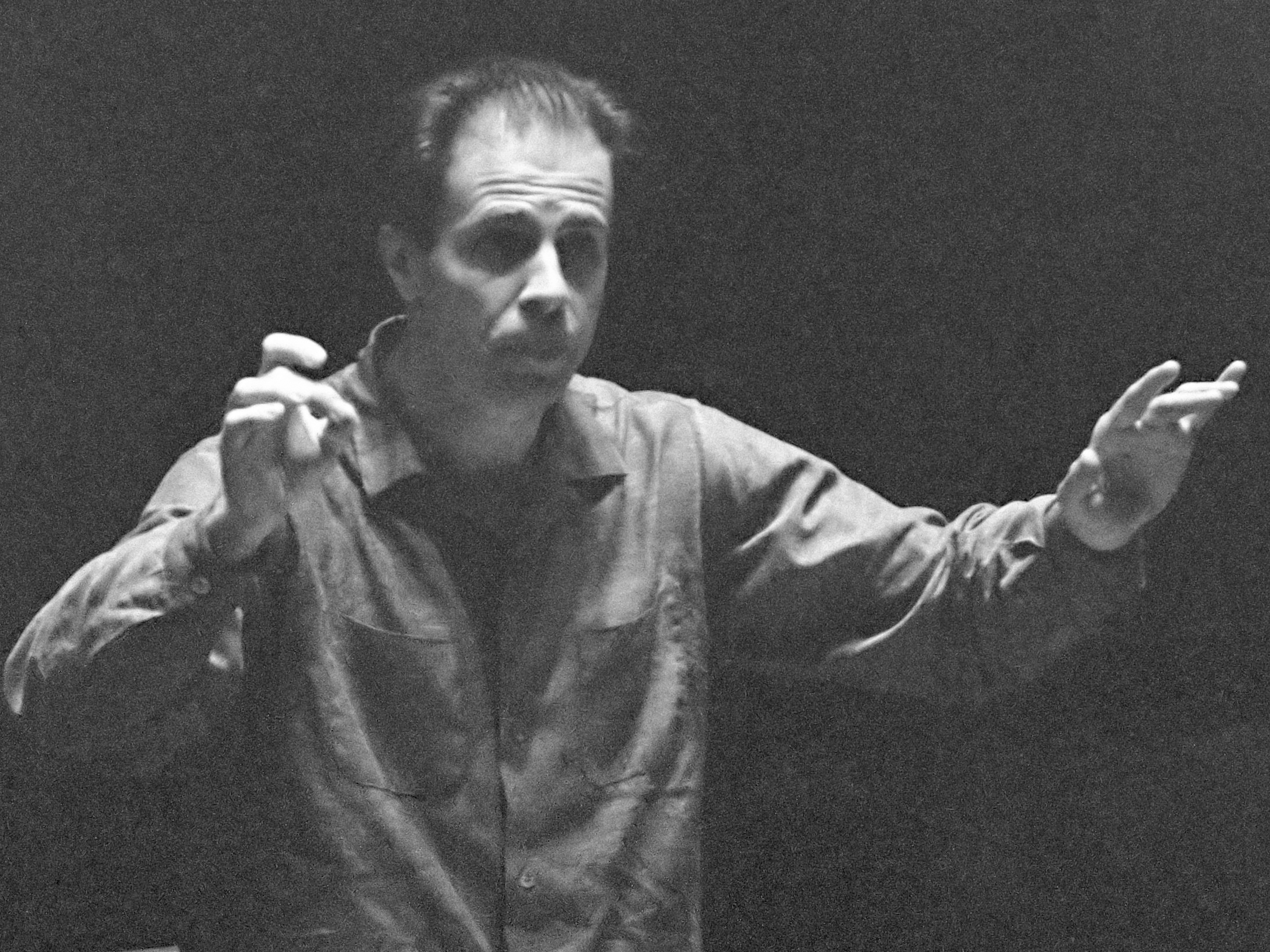
Donald Johanos (1963)

## Directores musicales
- Hans Kreissig (1900–1901)
- Walter Fried (1911)
- Carl Venth (1911–1914)
- Walter Fried (1918–1924)
- Paul van Katwijk (1925–1936)
- Jacques Singer (1937–1942)
- Antal Doráti (1945–1949)
- Walter Hendl (1949–1958)
- Paul Kletzki (1958–1961)
- Georg Solti (1961–1962)
- Donald Johanos (1962–1970)
- Anshel Brusilow (1970–1973)
- Max Rudolf (1973–1974)
- Eduardo Mata (1977–1993)
- Andrew Litton (1994–2006)
- Jaap van Zweden (2008–presente)